# 蘆野盛泰
蘆野 盛泰（あしの もりやす）は、戦国時代から安土桃山時代にかけての武将。蘆野氏16代当主。

## 生涯

### 那須家臣時代
蘆野氏は下野国の那須氏庶流の那須七騎の一つ。蘆野氏15代当主・蘆野資泰の長男として誕生。
天正13年（1585年）3月、父・資泰や主君那須資晴と共に薄葉ヶ原の戦いにて塩谷義綱・宇都宮国綱連合軍と対峙。この戦いで盛泰は那須軍先鋒を務め、敵300騎を討ち取るなど大いに奮戦し勝利に貢献した。また、同年末から翌天正14年（1586年）1月にかけて伊王野資信と大関清増が争った際には、婚姻関係を結んでいる大関側に与して伊王野資信を攻撃した。
天正16年（1586年）7月に那須軍が塩谷伯耆守の居城を攻めた時も先陣を駆けて城中に攻め入り、門を破壊した。

### 豊臣家臣時代
天正18年（1590年）の小田原征伐では、主家の那須氏が遅参して改易されたのに対し、盛泰は参陣して所領を安堵されたものの安堵された石高は僅かに800石であった。同年の奥州仕置の中途で蘆野に秀吉の軍が立ち寄った際には、茶亭を構えて抹茶を点てて諸将を厚く持て成し、これに感じ入った秀吉は腰刀と黄金を盛泰に与えた。文禄の役に関しては『寛政重修諸家譜』に記述が無いが、周辺の那須衆は全て参陣しており、おそらくは名護屋城に着陣していたと思われる。
慶長3年（1598年）に豊臣秀吉が亡くなった際には那須七騎の諸将で唯一秀吉より遺品の譲渡があり、孫六の刀を授けられるなど秀吉の覚えは決して悪くなかったが、存命中に石高の加増はなかった。慶長4年（1599年）閏3月4日、死去。享年44。この為、家督を嫡男・政泰が僅か8歳にして相続する事になった。